# Damien Bodie
Pour les articles homonymes, voir Bodie.
Damien Bodie est un acteur australien né le 2 janvier 1985 à Melbourne. Il est connu pour son rôle de Raphaël dans la série Grand Galop (The Saddle Club).

## Filmographie
- 2016 : Born Guilty : Lee
- 2015 : A Kind of Magic
- 2011-2014 : Winners & Losers : Jonathan Kurtiss (67 épisodes)
- 2003 : Grand Galop : Raphaël
- 2008-2009 : Son Altesse Alex : Vashan
- 1997 : Océane : Louis Danton
- 1996-2007 : Les Voisins : Dylan Timmins / Liam Rigby / Charlie Moyes / ... (221 épisodes)